# 愛麗絲驚魂記：瘋狂再臨
《愛麗絲驚魂記：瘋狂再臨》是一款由上海麻辣马工作室开发并由美商藝電发行的恐怖題材的動作冒險游戏，本作是2000年10月6日推出的《愛麗絲驚魂記》（American McGee's Alice）的續集。

## 劇情
在前作中，也就是《愛麗斯夢遊仙境》和《愛麗絲鏡中奇遇》結束後，愛麗絲的家人在火災中死亡，生還的愛麗絲因精神錯亂關進了精神病院。在病院的期間，她再次來到仙境，但仙境已經變得面目全非，她得知打倒紅心女王才能拯救仙境。隨著同伴的協助和犧牲，愛麗絲最後成功戰勝心魔，仙境就此得到救贖，愛麗絲也康復，離開這個病態的精神病院。
然而過了十年，愛麗絲了解到過去所作的事，並不能真的撫平內心的傷痛，她必須要回到那再次變得面目全非的仙境，並找出當晚火災發生和家人死亡的真相。

### 主要角色
- Alice Liddell 愛麗絲·李德爾（配音：Susie Brann[4]）玩家，也是仙境的救世主。

本生於一幸福的書香世家，其父亞瑟·李德爾為牛津大學院長，自小受良好教育知書識禮，通曉法語及音樂，與其父母、胞姊一家居於牛津並飼有一寵物貓戴娜。然而，於1863年11月5日，一場大火將李德爾家一家三口滅門，僅得愛麗絲死裡逃生。她的重度燒傷花了整整一年住院治療，隨後更併發出嚴重的創傷後遺症及精神分裂症，以致經常出現幻覺，把現實中的人或物當成怪物。因此於1864年11月4日被轉到拉特維奇精神病院。
在住院期間，她由威爾遜醫生主治。在精神病院待了10年後，在1874年11月宣布康復並出院，並在普理絲護士的介紹下，在邦比醫生位於倫敦的孤兒院工作，但她仍舊為家中火災的真相而心中有所疑惑，因此再度回到仙境，尋找自己遺失的記憶碎片，並從仙境中朋友的話中，開始了解仙境也等同於她的另一面，同時也發現自己因為太專注於自己的問題，反而沒有去幫助那些受邦比迫害的兒童們，最後，她克服了心魔，殺了邦比，並且進到一個非現實也非幻想的世界-倫敦仙境 (Londerland)。
- Prof. Arthur Liddell 亞瑟·李德爾教授

愛麗絲之父，牛津大學院長，閒暇時狂熱地愛好攝影，時常把他拍的照片放在樓下的圖書室，不過家裡的人並不喜歡他這樣做；他有時會邀請他的學生來家中開茶會，不過亦成為了引狼入室、最終招致全家滅門之舉。在火災當天，李德爾夫婦曾被濃煙驚醒並試圖去叫醒莉琪，但沒有成功，反而死在火災中。燒傷程度嚴重得連拉德克里夫律師都說，他在太平間差點無法認出他們。
- Mrs. Liddell 李德爾夫人

愛麗絲之母。她是個嚴厲卻很容易擔心的媽媽，她花最多的時間照顧莉琪和愛麗絲，並在他們上課時去探望他們；在火災當天，李德爾夫婦曾被濃煙驚醒並試圖去叫醒莉琪，但沒有成功，反而死在火災中。燒傷程度嚴重得連拉德克里夫律師都說，他在太平間差點無法認出他們。
- Elizabeth 'Lizzie' Liddell 伊莉莎白·「莉琪」·李德爾

愛麗絲之姊。在18歲那年，其父親之學生邦比在一次亞瑟舉行的茶會後迷戀上莉琪，她被邦比死纏爛打，然而她並不喜歡這樣，並跟愛麗絲講了許多他對她做的事，並要求爸爸不要再讓他參加茶會；有天晚上，邦比闖進他們家，打昏莉琪或強姦後殺了，把她的房門鎖上後，在圖書室放火，只有愛麗絲避過一劫。根據愛麗絲記憶中拉德克里夫律師的話，她是唯一沒被大火燒傷的。然後她的房門鑰匙，被邦比拿來當催眠兒童的東西。

## 评价
| 汇总媒体     | 得分                          |
| ------------ | ----------------------------- |
| GameRankings | 76（PC） 71（PS3） 73（X360） |
| Metacritic   | 75（PC） 70（X360） 70（PS3） |

| 媒体                    | 得分  |
| ----------------------- | ----- |
| Eurogamer               | 6/10  |
| GameSpot                | 7.0   |
| GameTrailers            | 7.2   |
| IGN                     | 6.5   |
| 美国PlayStation官方杂志 | 5/10  |
| X-Play                  | 2/5   |
| Fami通                  | 29/40 |

虽然《愛麗絲驚魂記：瘋狂再臨》的PS3和Xbox 360两个家用机版本在娱乐评论网站Metacritic分别得到了一些批评并收获了70与75（满分100分）的一般分数，不过本作在玩家的评论里获得了不错的成绩。

## 外部連結
- 官方网站